# 美洲豹戰士

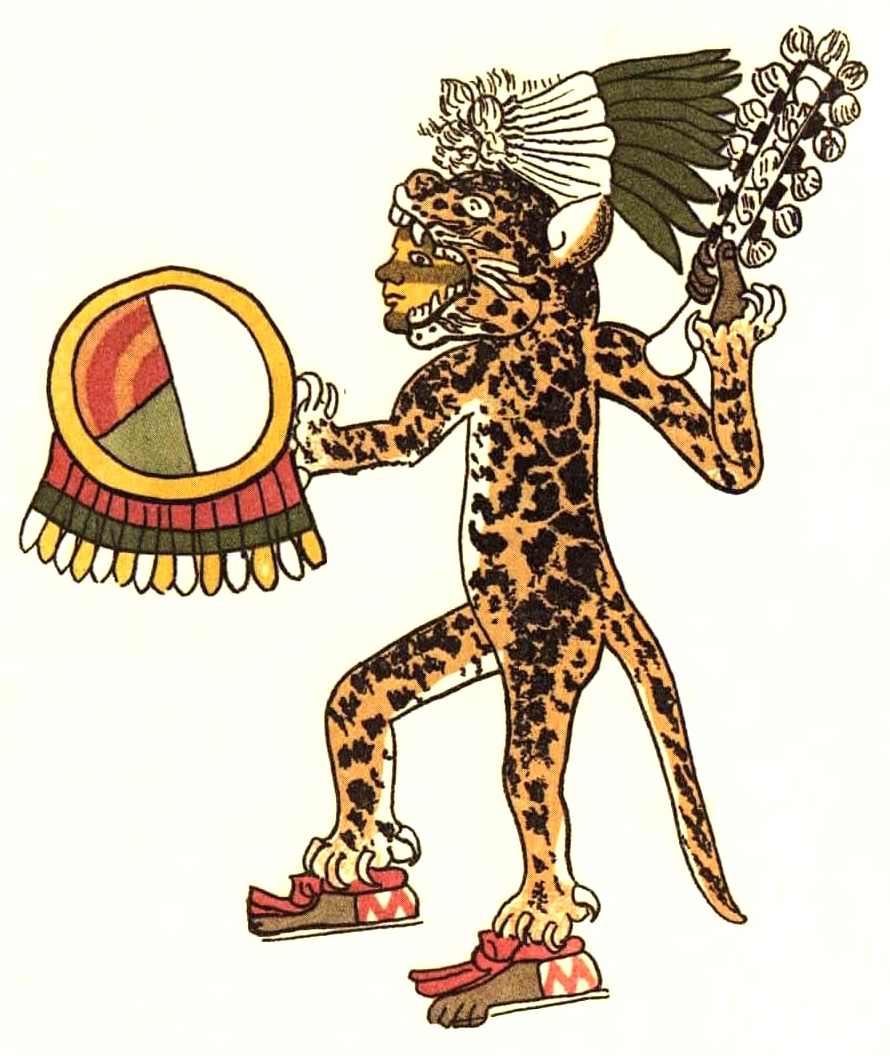
阿茲提克美洲豹戰士。

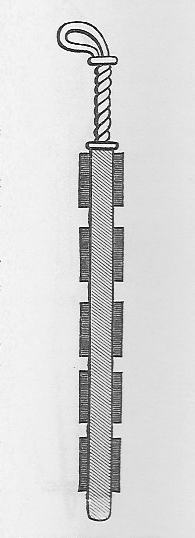
美洲豹戰士所使用的黑曜石刃木棒。

美洲豹戰士或美洲豹武士（納瓦特爾語：ocēlōtl）為阿茲特克帝國的軍隊之一。他們與鵰戰士，皆為精銳的軍事單位。他們的穿著有美洲豹的形象是因為他們相信美洲豹代表著晚天之神特斯卡特利波卡。美洲豹戰士在戰場中多身居在前線。許多雕像和圖片（前和後哥倫比亞抄本），這些戰士們都活了下來。他們在作戰時拿著一種上面釘有黑曜石的木棒，稱作Maquahuitl，而他們也會使用槍矛與投槍器。

## 流行文化
美洲豹戰士在世紀帝國II、世紀帝國III中皆有出現，在中文版中被命名作「豹勇士」。